# Spomen dom Ovčara
Spomen dom Ovčara je spomen dom otvoren 2006. u jednom od hangara na Ovčari u kojem je počinjen ratni zločin kojeg su počinili pripadnici JNA i srpskih paravojnih postrojbi, u noći s 20. na 21. studenoga 1991. godine, tijekom srpske okupacije Vukovara kada je ubijeno između 255 i 264 civila i vojnika.
Na Ovčari su se nalazili hangari koji su bili u sklopu farme koja je pripadala poljoprivredno industrijskome kombinatu VUPIK-u. Hangari su bili ograđeni žicom te su služili kao koncentracijski logor. Poslije pada Vukovara, obični civili i ranjenici koji su se zatekli u vukovarskoj bolnici deportirani su na Ovčaru gdje su neki od njih kasnije smaknuti.
Hangar je pretvoren u memorijalni centar na oko 300 četvornih metara. U sredini se nalazi spirala koja simbolizira zatvoreni krug zla. U pod su ugrađene čahure koje simboliziraju zločin, dok se na stropu mogu vidjeti žarulje u obliku zvijezda, njih 261. Na zidovima su obješene fotografije ubijenih i nestalih a izložene su i osobne stvari koje su kasnije pronađene u zajedničkoj grobnici. Financiranje preuređivanja hangara pomogao je grad Zagreb s 2 mil. kuna. Spomen dom otvoren je svakog dana od 9 do 17 sati, a ulaz je besplatan.

## Vanjske poveznice
- Službena stranica Spomen doma Ovčara  Arhivirana inačica izvorne stranice od 17. lipnja 2013. (Wayback Machine)